# Raul Sarap
Raul Sarap (ur. 5 lutego 1950 w Tallinnie) – radziecki (estoński) kierowca wyścigowy.

## Biografia
W 1972 roku rozpoczął rywalizację w sportach motorowych. Początkowo ścigał się w Formule 3 i Formule 4. W sezonie 1976 wygrał pierwszy wyścig mistrzostw Sowieckiej Formuły 3, co miało miejsce na torze Pirita-Kose-Kloostrimetsa. W tym samym roku zadebiutował w Pucharze Pokoju i Przyjaźni. W 1977 roku zadebiutował w Formule Easter. Wygrał wówczas dwa wyścigi w edycji radzieckiej. W sezonie 1978 Sarap wygrał jeden wyścig i został mistrzem edycji radzieckiej, triumfował również w edycji estońskiej. W 1979 roku Estończyk został wicemistrzem Sowieckiej Formuły Easter oraz obronił mistrzostwo Estońskiej Formuły Easter. Ponadto w trakcie tamtego sezonu rozpoczął ściganie Estonią 20. W 1981 roku natomiast kierowca zadebiutował za kierownicą modelu 21. Rok 1982 Sarap zakończył na trzecim miejscu w mistrzostwach ZSRR oraz pierwszym w mistrzostwach Estonii. Rok później był czwarty w ZSRR oraz ponownie pierwszy w Estonii. W 1984 roku po raz piąty zdobył mistrzostwo Estonii.
W 1985 roku Sarap wrócił do startów w Formule 3. Zajął wówczas czwarte miejsce w klasyfikacji mistrzostw ZSRR. 1986 rok Sarap spędził nad testowaniem Estonii 24. W sezonie 1987 ścigał się tym modelem w krajowych mistrzostwach.
Oprócz ścigania się był projektantem i testerem samochodów, pracującym w TARK. Pełnił również funkcję szkoleniowca kierowców takich jak Urmas Põld i Ott Vanaselja.

## Wyniki
| Legenda oznaczeń w tabelach wyników Wyświetl szablon na nowej stronie | Legenda oznaczeń w tabelach wyników Wyświetl szablon na nowej stronie                                                                     |
| Oznaczenie                                                            | Wyjaśnienie |
| --------------------------------------------------------------------- | --- |
| Złoty                                                                 | Zwycięzca lub mistrzostwo |
| Srebrny                                                               | 2. miejsce lub wicemistrzostwo |
| Brązowy                                                               | 3. miejsce lub II wicemistrzostwo |
| Zielony                                                               | Ukończył, punktował (w klasyfikacji generalnej, gdy zdobył co najmniej jeden punkt na przestrzeni sezonu, poza trzema powyższymi opcjami) |
| Niebieski                                                             | Ukończył, nie punktował (w klasyfikacji generalnej, gdy nie zdobył co najmniej jednego punktu na przestrzeni sezonu)                      |
| Czerwony                                                              | Nie zakwalifikował się (NZ) |
| Czerwony                                                              | Nie prekwalifikował się (NPK) |
| Różowy                                                                | Nie ukończył (NU) |
| Różowy                                                                | Niesklasyfikowany (NS) (w klasyfikacji generalnej, gdy nie został sklasyfikowany w żadnym wyścigu sezonu)                                 |
| Czarny                                                                | Zdyskwalifikowany (DK) |
| Czarny                                                                | Wykluczony (WYK/EX) |
| Biały                                                                 | Nie wystartował (NW) |
| Biały                                                                 | Kontuzjowany (K/INJ) |
| Biały                                                                 | Wyścig odwołany (OD/C) |
| Bez koloru                                                            | Został wycofany (WYC/WD) |
| Bez koloru                                                            | Nie przybył (NP/DNA) |
| Bez koloru                                                            | Nie brał udziału w treningach (NT/DNP) |
| Bez koloru                                                            | Nie został zgłoszony (–) |
| Pogrubienie                                                           | Start z pole position |
| Kursywa                                                               | Najszybsze okrążenie wyścigu |
| †                                                                     | Nie ukończył, ale jego rezultat został zaliczony ze względu na przejechanie więcej niż 90% dystansu wyścigu.                              |
| *                                                                     | Sezon w trakcie |
| 1/2/3                                                                 | Punktowana pozycja w sprincie kwalifikacyjnym                                                                                             |
| Lista systemów punktacji Formuły 1                                    | |

### Puchar Pokoju i Przyjaźni
| Rok  | Samochód    | Silnik | Wyniki w poszczególnych eliminacjach | Wyniki w poszczególnych eliminacjach | Wyniki w poszczególnych eliminacjach | Wyniki w poszczególnych eliminacjach | Wyniki w poszczególnych eliminacjach | Pkt. | Msc. |
| ---- | ----------- | ------ | ------------------------------------ | ------------------------------------ | ------------------------------------ | ------------------------------------ | ------------------------------------ | ---- | ---- |
| 1976 |             |        |                                      |                                      | Czechosłowacja                       |                                      | Czechosłowacja                       | 24   | 37   |
| 1976 | Estonia 18M | Łada   | 21                                   | -                                    | -                                    | -                                    | -                                    | 24   | 37   |
| 1977 |             |        |                                      |                                      | Czechosłowacja                       |                                      |                                      | 101  | 14   |
| 1977 | Estonia 18M | Łada   | NU                                   | 9                                    | 10                                   | 14                                   | NU                                   | 101  | 14   |
| 1978 |             |        |                                      |                                      | Czechosłowacja                       |                                      |                                      | 0    | NS   |
| 1978 | Estonia 19M | Łada   | NU                                   | -                                    | -                                    | -                                    | -                                    | 0    | NS   |
| 1979 |             |        |                                      |                                      | Czechosłowacja                       |                                      |                                      | 38   | 20   |
| 1979 | Estonia 19M | Łada   | 7                                    | -                                    | NU                                   | NU                                   | NU                                   | 38   | 20   |
| 1980 |             |        |                                      |                                      | Czechosłowacja                       |                                      |                                      | 88   | 14   |
| 1980 | Estonia 20  | Łada   | 14                                   | 20                                   | 13                                   | DK                                   | -                                    | 88   | 14   |
| 1981 |             |        | Czechosłowacja                       | Polska                               |                                      |                                      |                                      | 30   | 38   |
| 1981 | Estonia 21  | Łada   | 15                                   | NU                                   | DK                                   | -                                    | -                                    | 30   | 38   |
| 1983 |             |        |                                      | Czechosłowacja                       |                                      | Polska                               |                                      | 37   | 23   |
| 1983 | Estonia 21  | Łada   | 8                                    | -                                    | -                                    | -                                    | -                                    | 37   | 23   |

### Sowiecka Formuła 3
| Rok  | Zespół        | Samochód   | Silnik | Wyniki w poszczególnych eliminacjach | Wyniki w poszczególnych eliminacjach | Wyniki w poszczególnych eliminacjach | Wyniki w poszczególnych eliminacjach | Pkt. | Msc. |
| ---- | ------------- | ---------- | ------ | ------------------------------------ | ------------------------------------ | ------------------------------------ | ------------------------------------ | ---- | ---- |
| 1976 |               |            |        |                                      |                                      |                                      |                                      | 205  | 5    |
| 1976 | Kalev Tallinn | Estonia 18 | Łada   | 16                                   | NU                                   | 4                                    | 1                                    | 205  | 5    |
| 1985 |               |            |        |                                      |                                      |                                      |                                      | 150  | 4    |
| 1985 | Kalev Tallinn | Estonia 21 | Łada   | 4                                    | 3                                    | NU                                   |                                      | 150  | 4    |
| 1987 |               |            |        |                                      |                                      |                                      |                                      | 101  | 16   |
| 1987 | Kalev Tallinn | Estonia 24 | Łada   | NU                                   | 5                                    | NU                                   | NW                                   | 101  | 16   |

### Sowiecka Formuła Easter
| Rok  | Zespół        | Samochód    | Silnik | Wyniki w poszczególnych eliminacjach | Wyniki w poszczególnych eliminacjach | Wyniki w poszczególnych eliminacjach | Wyniki w poszczególnych eliminacjach | Wyniki w poszczególnych eliminacjach | Wyniki w poszczególnych eliminacjach | Pkt. | Msc. |
| ---- | ------------- | ----------- | ------ | ------------------------------------ | ------------------------------------ | ------------------------------------ | ------------------------------------ | ------------------------------------ | ------------------------------------ | ---- | ---- |
| 1977 |               |             |        |                                      |                                      |                                      |                                      |                                      |                                      | 219  | 10   |
| 1977 | Kalev Tallinn | Estonia 19M | Łada   | 1                                    | NU                                   | NU                                   | NU                                   | NU                                   | 1                                    | 219  | 10   |
| 1978 |               |             |        |                                      |                                      |                                      |                                      |                                      |                                      | 189  | 1    |
| 1978 | Kalev Tallinn | Estonia 19M | Łada   | NU                                   | 2                                    | 1                                    |                                      |                                      |                                      | 189  | 1    |
| 1979 |               |             |        |                                      |                                      |                                      |                                      |                                      |                                      | 180  | 2    |
| 1979 | Kalev Tallinn | Estonia 19M | Łada   | 1                                    | NU                                   | 3                                    |                                      |                                      |                                      | 180  | 2    |
| 1980 |               |             |        |                                      |                                      |                                      |                                      |                                      |                                      | 0    | NS   |
| 1980 | Kalev Tallinn | Estonia 20  | Łada   | NU                                   | 5                                    | -                                    |                                      |                                      |                                      | 0    | NS   |
| 1981 |               |             |        |                                      |                                      |                                      |                                      |                                      |                                      | 17   | 38   |
| 1981 | Kalev Tallinn | Estonia 21  | Łada   | NU                                   | NU                                   | -                                    |                                      |                                      |                                      | 17   | 38   |
| 1982 |               |             |        |                                      |                                      |                                      |                                      |                                      |                                      | 173  | 3    |
| 1982 | Kalev Tallinn | Estonia 21  | Łada   | 3                                    | 2                                    | 9                                    |                                      |                                      |                                      | 173  | 3    |
| 1983 |               |             |        |                                      |                                      |                                      |                                      |                                      |                                      | 152  | 4    |
| 1983 | Kalev Tallinn | Estonia 21  | Łada   | 4                                    | 4                                    |                                      |                                      |                                      |                                      | 152  | 4    |
| 1984 |               |             |        |                                      |                                      |                                      |                                      |                                      |                                      | 0    | NS   |
| 1984 | Kalev Tallinn | Estonia 24  | Łada   | NW                                   | NU                                   | -                                    |                                      |                                      |                                      | 0    | NS   |